# ヨハネ・ヒルカノス2世

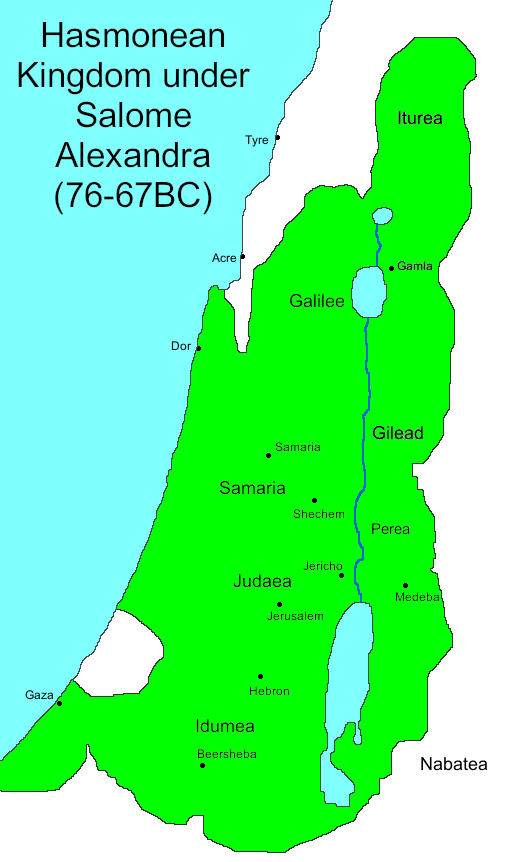
紀元前63年までのハスモン朝

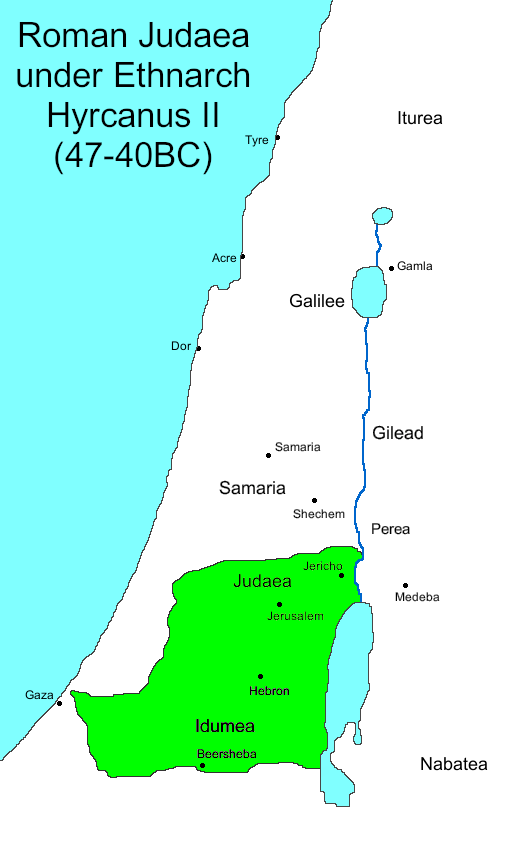
ヨハネ・ヒルカノス2世統治下のユダヤ

ヨハネ・ヒルカノス2世（Hyrcanus II, ヘブライ語: יוחנן הורקנוס, ギリシア語: Ιωάννης Υρκανός, ? - 紀元前30年）は、古代イスラエルを統治したハスモン朝の君主（在位：紀元前67年 - 紀元前66年、紀元前63年 - 紀元前40年）。アレクサンドロス・ヤンナイオスとサロメ・アレクサンドラの息子で、弟のアリストブロス2世と支配権を争い、ハスモン朝滅亡を招いた。

## 生涯
紀元前76年、母サロメにより大祭司に任命された。温和な性格だったが、政治家としての資質に欠けていた。反対に弟のアリストブロスは大胆で野心家であり、母が危篤となると挙兵して権力奪取を狙った。紀元前67年の母の死後王位を継承するが直後に反乱を起こしたアリストブロスに敗北し、翌紀元前66年に退位することとなった。
しかし、ヒルカノス2世の友人でイドマヤ人アンティパトロスはアリストブロス2世から権力を奪回するよう勧め、ナバテア人アレタス3世の支援を得て反撃に出た。次いでアンティパトロスは、ローマの将軍グナエウス・ポンペイウスに調停を求め、アリストブロス2世がポンペイウスに反抗的だったこともあってポンペイウスの支持を取り付けることに成功した。紀元前63年、ポンペイウスはエルサレムを占領しアリストブロス2世を捕らえ、ヒルカノス2世は大祭司に復帰した（エルサレム攻囲戦）。ポンペイウスはハスモン朝の領土を分割し、ヒルカノス2世はローマとアンティパトロスの傀儡として支配することになった。
アンティパトロスはポンペイウス、次いでガイウス・ユリウス・カエサルに取り入って行政・軍事面で手腕を発揮し地位を固め、長男ファサエロスはエルサレムとその周辺地区の知事、次男ヘロデはガリラヤの行政をゆだねられた。ヘロデは有能であったが、独断専行も目立ったため訴えられた。ヒルカノス2世はシリア総督セクストゥス・カエサルの圧力もあってヘロデを放免したが、この時ヘロデは武装して赴くなど尊大な態度に終始した。紀元前43年、アンティパトロスは政敵に毒殺されるが、ファサエロス・ヘロデ兄弟の権力はますます高まり、ヘロデはヒルカノス2世の姪孫マリアムネ1世（アリストブロス2世の息子アレクサンドロスの娘）と結婚し、地位を固めた。
紀元前40年、アリストブロス2世の子アンティゴノスがパルティアの将軍パコロス、太守バルザフラネスらの支持を得て侵攻してくると、ファサエロスらはこれを迎え撃った。しかし、ファサエロスとヒルカノス2世はパコロスに騙され、バルザフラネスのもとへ赴いたが捕虜とされた。アンティゴノスはヒルカノス2世の両耳を切り落とし、大祭司に復帰できないようにした（大祭司は五体満足でなければ就任できない）。ヒルカノス2世は捕虜としてパルティアへ送られ、アンティゴノスが即位した。
アンティゴノスに対して、ローマでユダヤ王に任命されたヘロデが反撃し、紀元前37年にアンティゴノスを倒して王となり、ハスモン朝は終焉を迎え新たにヘロデ朝が成立した。ヒルカノス2世は紀元前36年にパルティアから帰国したが、紀元前30年にナバテア人と組んでヘロデに対する陰謀を企んでいるとして処刑された。このことはヘロデとマリアムネの信頼関係を崩壊させ、翌年のマリアムネ処刑につながった。